# 赵令扬
趙令揚（英語：Chiu Ling-yeong，1935年10月26日—2019年6月19日），籍貫廣東澄海，出生於上海，中國文史學者。曾任香港大學文學院院長、中文系系主任、講座教授。是首位擔任亞洲及北非洲研究國際學術會議主席的華人學者，主持了1993年在香港舉行第三十四屆會議。2001年退休，獲大學頒授「榮休教授」銜。2019年6月19日凌晨1時許於香港瑪麗醫院病逝，享年83歲。

## 家庭背景與成長經歷
趙令揚父親趙世銘，廣東澄海人，上海美術專門學校畢業；母親趙璧，廣東人，上海新華藝術專科學校畢業。隨著日本侵華戰事形勢急變，趙家曾南下避難。上海淪陷後，虹口一帶生活粗安，趙世銘夫婦返回故居，在上海教授西洋畫和音樂為生。1940年，趙璧病逝，臨終託摯友阮謹之照顧丈夫及子女，後趙世銘舉家暫遷廣州荔灣區阮謹之的祖屋，並與阮謹之成婚。1942年，香港淪陷，趙令揚隨家人回到汕頭趙氏祖屋；待局勢稍平定，趙世銘夫婦南下香港另謀出路。戰後，趙令揚由祖母和姑母於1946年自汕頭擕至香港團聚，後入讀喇沙小學。

## 求學與任職經歷
趙令揚1954年於喇沙書院畢業，於1955至1956年於葛量洪師範專科學校完成師資培訓，並在1956至1958年任教窩打老道山新法書院，主要教授英文科，也曾代兼音樂課。
1958年，他入讀香港大學，1961年，獲中文系文學士學位，1963年由羅香林教授指導下以《唐宋時廣州市舶司研究》論文獲頒授文學碩士學位。
1963年3月，澳洲雪梨大學東方學系（Department of Oriental Studies）聘用趙令揚出任講師，翌年1月履新，任教漢學；主講課程包括《史記》、《儒林外史》、《明史》，屬高級課程。後來成為漢學家的杜博妮是他首年開明史課的唯一學生。同時，趙令揚在雪梨大學東方學系系主任戴維思教授指導下，在1968年以《何啟爵士的生平與思想》論文獲得博士學位。
1969年，趙令揚回到香港大學中文系擔任講師，主講明清史、中西交通史、政治思想史和近代文學等課程。1973年，升為高級講師。1976年，升為教授（Reader）。1984年，破格晉升講座教授（Personal Chair），並在何丙郁教授退休後接任中文系的漢學講座。他在港大期間，另曾出任文學院院長、中文系系主任、日文系創系主任，2001年，趙令揚退休，因升任講座教授滿12年，獲授「榮休教授」（Emeritus Professor）榮銜。
從香港大學退休後，趙令揚隨即擔任新成立不久的香港金融管理學院院長，致力促進中港經濟及文化交流，繼續在新崗位上發揮管理和學術方面的貢獻。
趙令揚又曾服務海內外多家大學和學術研究機構，受聘職位包括：
- 新加坡國立大學中文系客座教授、校外考試委員與學術顧問
- 馬來亞大學校外考試委員與學術顧問
- 中國社會科學院近代史研究所客座高級研究員
- 汕頭大學創校校董
- 香港浸會大學校董
- 香港中文大學新亞書院校董

趙令揚退休後仍以不同身分活躍於學術界，包括：
- 中國史學會會員
- 皇家亞洲學會香港分會（Royal Asiatic Society, Hong Kong Branch）終身會員
- 港大中文學院名譽教授
- 香港聯合國教科文組織協會副會長[13]
- 上海財經大學顧問
- 國際儒學聯合會副會長[14]
- 中國明史學會理事

## 學術成就
趙令揚的研究範圍主要是明清思想史、中國現代文學和海外華人史。曾參與撰寫《明代名人傳》。他的學術專著包括：
- 《明史論集》（香港：香港大學中文系，2000）
- 《關於歷代正統問題之爭論》（香港：學津出版社，1976）
- 《寧王朱權及其〈庚辛玉冊〉》（何丙郁合著，香港：香港大學中文系；澳洲：School of Modern Asian Studies, Griffith University，1983）
- Zheng He: Navigator, Discoverer and Diplomat (Singapore: Unipress, 2001)

合編史料有：
- 《明實錄中之東南亞資料》（香港：學津出版社，1968-1976）
- 《明實錄中之天文資料》（香港：香港大學中文系，1986）
- 《海外華人史資料選編》（香港：香港大學中文系，1994）
- 《苦笑錄：陳公博回憶，1925—1936》（香港：香港大學亞洲硏究中心，1979）

發表學術論文近百篇，如：
- 〈從張岱史學觀點看明代文化思想變遷之歷程〉（載《明史研究論叢》，第六輯）
- 〈論龔自珍對史之觀念〉（《馮平山圖書館金禧紀念論文集（1932–1982）》［香港：香港大學馮平山圖書館，1982］）
- 〈傳統中國知識分子的「家」、「國」觀念〉 (Singapore: Unipress, 2001)
- 〈辛亥革命期間海外中國知識份子對中國革命的看法—梅光達，邱菽園與康、梁的關係〉（《近代史研究》,1992年2期）
- 〈陳寅恪先生與民族文化史研究〉（胡守為：《柳如是別傳與國學研究》［杭州：浙江人民出版社，1996］）
- 〈儒學與香港專上教育關係之今昔〉（載杜維明編：《儒學發展的宏觀透視：新加坡1988年儒學群英會紀實》，台北：正中書局，1997）
- “The Thought of Founding a Nation: Dr. Sun Yat-sen’s Views During His School Years”

趙令揚的學術成就，得到國際學術界的認可。新加坡國立大學前文學院院長Edwin Thumboo教授在2003年在新加坡為趙令揚舉辦榮休紀念學術研討會。（研討會論文集題為 East-West Studies: Tradition, Transformation and Innovation — A Festschrift in Honour of Professor Chiu Ling Yeong on the Occasion of his Retirement from the Chair of Chinese, the University of Hong Kong）

## 對香港大學中文系的貢獻
趙令揚出掌香港大學中文系期間，設中國語文學部，納入原屬港大語文中心（Language Center）的普通話和廣東話課程，增加校內師生學習中國語言的機會。此外，加設「中文增補課程」，讓香港大學各學科的學生都能系統學習中文。
香港大學中文系分得的資助研究生獎學金（Studentship）名額有限，中文、歷史、翻譯三組，各僅有一個名額。趙令揚系主任任上，撥出系內經費加設教學助理（Teaching Assistant）職位，又把原有導師（Demonstrator）職位分拆為二，惠及原本未獲資助的研究生，也鼓勵了有志進修的本科畢業生。趙令揚也致力敦促大學投入更多經費培養學術人才。在他任內，中文系語言文學、歷史文化、翻譯三個組別的研究生名額與資助都見增長，在上世紀八、九十年代一批批的年青研究生學成畢業，為本地及海外學術機構提供了不少教學和研究人才。
在上世紀八十年代大學擴張的背景下，趙令揚說服查良鏞教授、徐谷華兄弟、徐展堂博士捐款，推展大學多元化的學術活動，大有成效。

## 推動學術研究交流
上世紀七十年代末，中國開放改革之初，趙令揚即舉辦多次學術研討會，供三地兩岸學者交流研究心得，同時亦邀請海外學人參加，使中國歷史或其他學科的研究者在不同地區、不同領域，甚至不同的意識形態下，得以切磋。這類國際研討會和講座具前瞻性和影響力，大略計算，不下四十餘次，時間橫跨上世紀七十年代末至本世紀。
被譽為「學術界奧林匹克」的國際盛會「亞洲及北非洲研究國際學術會議」，1993年首次在香港舉行，趙令揚是歷屆以來首位擔任會議主席的華人學者。此後兩屆（1997年在匈牙利布達佩斯和2000年在加拿大蒙特利爾），他也獲邀擔任會議名譽主席。
趙令揚屢邀國內外著名學者到香港大學講學。
1985年，趙令揚創辦《明清史集刊》，在他經營下，不少著名學者投稿，與當時美國Ming在他經營下，不少著名學者投稿，與當時美國Ming Studies、台灣《明史研究專刊》、日本《明代史研究》、中國大陸《明史研究論叢》等期刊，共同推展明清史研究交流，令香港大學中文系成為當時國際間明史研究的重要推手。